# Spirig Pharma
Die Spirig Pharma AG mit Sitz in Egerkingen ist ein international tätiges Schweizer Pharmaunternehmen mit Schwergewicht im Dermatika-Bereich.
Das Unternehmen entwickelt, produziert und vertreibt unter anderem Sonnenschutzmittel, Hautschutz- und Hautpflegemittel, Produkte zur Behandlung von Hautkrankheiten wie Akne, Ekzeme, Neurodermitis und Dermatomykose. Ende 2012 wurde bekannt gegeben, dass das schweizerische Unternehmen Galderma Spirig übernimmt.
Spirig Pharma erwirtschaftete 2011 (ohne Generika-Geschäft) einen Erlös von 98 Mio. Franken.

## Geschichte
Das Unternehmen wurde von Hugo Spirig 1948 in Form einer Einzelfirma als Apotheke zum Kreuz in Olten gegründet. 1969 verlegte er den Sitz nach Egerkingen und das Unternehmen wurde 1974 in eine Aktiengesellschaft umgewandelt. 1984 verkaufte der Gründer durch ein Management-Buy-out die Aktienmehrheit an die Geschäftsleitung. In der Folge expandierte Spirig Pharma durch Gründung verschiedener Tochtergesellschaften im In- und Ausland und wuchs im Schweizer Pharmamarkt zum Marktführer im Bereich Dermatologie. Des Weiteren stellte Spirig Pharma im Auftrag verschiedene Generika-Produkte für die Bereiche Rheuma-Schmerz-Entzündung, Magen-Darm und Herz-Kreislauf her. Der Generikabereich wurde 2011 in die Firma Spirig Healthcare AG ausgelagert (Spin-off), zwischenzeitlich aber an Stada verkauft.
Ende 2012 wurde bekannt gegeben, dass das schweizerische Unternehmen Galderma Spirig übernimmt. Galderma war zu diesem Zeitpunkt ein Joint Venture von Nestlé und L’Oréal, seit Juli 2014 ist Galderma, und damit auch Spirig, zur Gänze Teil der Sparte Nestlé Skin Health S.A.
Ende August 2017 gab Nestlé bekannt, die Produktion am Standort Egerkingen stufenweise innerhalb der nächsten 12 bis 18 Monate einzustellen und ins Ausland zu verlagern.

## Tochterfirmen
- Pelletech AG (Schweiz)
- Spirig Pharma GmbH (Deutschland)
- Laboratoires Spirig (Frankreich)
- Spirig Asia (Asien)
- Spirig Baltikum (Estland, Lettland, Litauen)
- Spirig Bulgarien (Bulgarien)
- Spirig Eastern (Slowakei, Tschechien)
- Spirig Pharma GmbH (Österreich)